# Nobody's fault
〈Nobody's fault〉(노바디'즈 폴트)는 일본의 여성 아이돌 그룹 사쿠라자카46의 노래. 2020년 12월 9일에 사쿠라자카46의 첫 싱글로 소니 레코드에서 발매되었다.

## 개요
- 사쿠라자카46에 개명 후 첫 싱글이다.
- 본 노래는 일본어로 〈누구의 탓도 아니다〉나 〈그 누구도 나쁘지 않다〉의 의미이다.
- 2020년 10월 13일, 무관중 착신 라이브 《케야키자카46 THE LAST LIVE》에서 첫 피로했다.

### 내용주
1. ↑  케야키자카46 명의의 싱글 9번째(전달 한정 싱글을 포함)이다.